# Ariño
Ariño è un comune spagnolo di 853 abitanti situato nella comunità autonoma dell'Aragona.